# Mario Götze
Mario Götze (ur. 3 czerwca 1992 w Memmingen) – niemiecki piłkarz, występujący na pozycji pomocnika w niemieckim klubie Eintracht Frankfurt oraz w reprezentacji Niemiec. Złoty medalista Mistrzostw Świata 2014 oraz Mistrzostw Europy U-17 2009.

## Kariera klubowa
W wieku 8 lat został zapisany do szkółki piłkarskiej Borussii Dortmund. 21 listopada 2009 zadebiutował w Bundeslidze. Stało się to w 88. minucie zremisowanego 0:0 spotkania z 1. FSV Mainz 05, gdy zastąpił na boisku Jakuba Błaszczykowskiego.
Z racji jego umiejętności i dobrych występów w Bundeslidze, Franz Beckenbauer określił go mianem „niemiecki Messi”, zaś kolega z drużyny Sven Bender nadał mu przydomek „Götzinho” (w nawiązaniu do przydomków brazylijskich piłkarzy). 23 kwietnia 2013 oficjalnie ogłoszono, że 1 lipca Götze zostanie zawodnikiem Bayernu Monachium.
Pierwsze spotkanie w koszulce Bayernu rozegrał w towarzyskim meczu z węgierskim klubem Győri ETO FC zakończonym wynikiem 4:1 dla Bawarczyków. W tym spotkaniu strzelił również swoją pierwszą bramkę w nowym klubie. W meczu przeciwko swojemu poprzedniemu klubowi – Borussii Dortmund wszedł w drugiej połowie z ławki rezerwowych. Przy jego zmianie kibice z Dortmundu zaczęli na niego gwizdać. Götze strzelił bramkę, lecz mimo gwizdów nie celebrował zdobytej bramki, okazując w ten sposób szacunek do byłego klubu. Z Bayernem zdobył mistrzostwo Bundesligi w tym sezonie rozgrywając 27 spotkań i strzelając 10 bramek. W rozgrywkach Pucharu Niemiec Götze rozegrał 4 mecze i strzelił 1 bramkę. W finale Bawarczycy wygrali z Borussią Dortmund 2:0 po dogrywce. Götze rozegrał pełne 120 minut. W Lidze Mistrzów rozegrał 11 spotkań i strzelił 3 bramki. Doszedł wraz z Bayernem do półfinału tych rozgrywek, w którym to przegrali z Realem Madryt, w dwumeczu zakończonym wynikiem 5:0 dla Los Blancos (1-0 w Madrycie i 0:4 w Monachium).
W sezonie 2014/15 rozegrał 32 spotkania w lidze i strzelił 9 bramek. Ponownie wygrał ligę z Bawarczykami. Dotarł do półfinału Pucharu Niemiec, w którym to Bayern Monachium przegrał w rzutach karnych z Borussią Dortmund 2:0 (1:1 w meczu). Ogólnie rozegrał 4 mecze i strzelił 2 bramki w tych rozgrywkach. W Lidze Mistrzów rozegrał 11 spotkań i strzelił 4 bramki. Dotarł do półfinału tych rozgrywek, gdzie Bawarczycy ulegli FC Barcelonie 5:3 (porażka 3:0 na Camp Nou i zwycięstwo 3:2 na Allianz Arena).
Sezon 2015/16 był dla niego bardzo nieudany z powodu kontuzji, której doznał w meczu z Irlandią. W lidze rozegrał 14 spotkań (3-krotnie wchodząc z ławki i 4-krotnie był zmieniany w trakcie meczu) i zdobył 3 bramki. Ostatecznie Bayern Monachium po raz kolejny zdobył tytuł mistrza, lecz Götze nie był wiodącą postacią w sezonie. W Pucharze Niemiec rozegrał tylko jedno spotkanie, w którym jedynego gola w tej edycji tych rozgrywek. Puchar ponownie zdobyli Bawarczycy. W Lidze Mistrzów rozegrał 2 mecze i zdobył 2 bramki. I tym razem Bayern został zatrzymany w półfinale przez Atlético Madryt. Wynik w dwumeczu wyniósł 2:2, lecz Atlético wygrało stosunkiem bramek na wyjeździe (porażka 1:0 w Madrycie i zwycięstwo 2:1 w Monachium).
21 lipca 2016 powrócił do Borussii Dortmund, podpisując kontrakt ważny do 2020. Dokładna kwota transferu nie została ujawniona, lecz najprawdopodobniej wyniosła około 26 milionów euro.
Po powrocie do Borussii Dortmund, niemiecki zawodnik przez cały okres obowiązywania kontraktu, nie był w stanie odnaleźć formy, którą imponował przed przenosinami do Bayernu Monachium. W lutym 2017 roku okazało się, że Götze zmaga się z poważnymi problemami metabolicznymi, z powodu których jego organizm nie radzi sobie z obciążeniami treningowymi. Wcześniej niemiecki zawodnik często narzekał na problemy mięśniowe, a wiele osób zarzucało mu problemy z wagą. Po powrocie do gry, Götze miał problem z wywalczeniem miejsca w linii pomocy BVB, w efekcie czego często pojawiał się na murawie głównie w roli tzw. fałszywej dziewiątki i zmiennika takich zawodników jak Paco Alcácer, a następnie Erling Braut Haaland. W maju 2020 roku, Borussia Dortmund oficjalnie poinformowała, że wygasająca wraz z końcem sezonu umowa z Götze nie zostanie przedłużona. Informacja o rozstaniu bohatera Mundialu z 2014 roku z westfalskim klubem sprawiła, że w mediach pojawiły się liczne spekulacje dotyczące przyszłości zawodnika. W gronie kandydatów do pozyskania Götze wymieniano takie drużyny jak Hertha BSC czy AS Monaco. W grę miał wchodzić także powrót do Bayernu Monachium, który szukał uzupełnien w ofensywie. Tymczasem 7 października 2020 roku informacje o zawarciu porozumienia z zawodnikiem oficjalnie przekazało holenderskie PSV Eindhoven, z którym Götze podpisał umowę ważną do 2022 roku. Pomysłodawcą sprowadzenia pomocnika na Philips Stadium był trener Roger Schmidt.
W 2009 Götze wystąpił wraz z reprezentacją Niemiec do lat 17 na Mistrzostwach Europy i Mistrzostwach Świata. W tym pierwszym turnieju Niemcy zajęły pierwsze miejsce. Mario Götze otrzymał powołanie na grę w seniorskiej reprezentacji Niemiec. 10 listopada 2010 trener niemieckiej kadry, Joachim Löw, powołał go na towarzyskie spotkanie ze Szwecją. Zadebiutował w kadrze Niemiec 17 listopada 2010 w meczu ze Szwecją. Tym samym w wieku 18 lat był najmłodszym reprezentantem Niemiec od czasów debiutu w kadrze Uwe Seelera. 10 sierpnia 2011 strzelił pierwszego gola dla seniorskiej reprezentacji Niemiec w towarzyskim meczu z Brazylią na 2:0 (ostateczny wynik 3:2 dla Niemiec). Jest on czwartym najmłodszym strzelcem w historii seniorskiej reprezentacji Niemiec. Na Mistrzostwach Świata w 2014 roku, które odbyły się w Brazylii, strzelił gola w drugim meczu grupowym przeciwko Ghanie zremisowanym 2:2, a w meczu finałowym strzelił bramkę w 113' minucie dogrywki przeciwko Argentynie zapewniając Niemcom zwycięstwo (1:0) i czwarty tytuł mistrzów świata. Zastąpił w tym meczu Miroslava Klose.

## Statystyki

### Klubowe
(aktualne na dzień 31 marca 2023)
| Klub                | Sezon              | Liga               | Liga  | Liga   | Puchar kraju | Puchar kraju | Europa | Europa | Inne  | Inne   | Suma  | Suma   |
| Klub                | Sezon              | Liga               | Mecze | Bramki | Mecze        | Bramki       | Mecze  | Bramki | Mecze | Bramki | Mecze | Bramki |
| ------------------- | ------------------ | ------------------ | ----- | ------ | ------------ | ------------ | ------ | ------ | ----- | ------ | ----- | ------ |
| Borussia Dortmund   | 2009/2010          | Bundesliga         | 5     | 0      | 0            | 0            | 0      | 0      | –     | –      | 5     | 0      |
| Borussia Dortmund   | 2010/2011          | Bundesliga         | 33    | 6      | 2            | 0            | 6      | 2      | –     | –      | 41    | 8      |
| Borussia Dortmund   | 2011/2012          | Bundesliga         | 17    | 6      | 2            | 1            | 6      | 0      | 1     | 0      | 26    | 7      |
| Borussia Dortmund   | 2012/2013          | Bundesliga         | 28    | 10     | 4            | 4            | 11     | 2      | 1     | 0      | 42    | 16     |
| Borussia Dortmund   | Łącznie            | Łącznie            | 83    | 22     | 8            | 5            | 23     | 4      | 2     | 0      | 116   | 31     |
| Bayern Monachium    | 2013/2014          | Bundesliga         | 27    | 10     | 4            | 1            | 11     | 3      | 3     | 1      | 44    | 15     |
| Bayern Monachium    | 2014/2015          | Bundesliga         | 32    | 9      | 4            | 2            | 11     | 4      | 1     | 0      | 48    | 15     |
| Bayern Monachium    | 2015/2016          | Bundesliga         | 14    | 3      | 1            | 1            | 4      | 2      | 1     | 0      | 18    | 6      |
| Bayern Monachium    | Łącznie            | Łącznie            | 73    | 22     | 9            | 4            | 26     | 9      | 5     | 1      | 110   | 36     |
| Borussia Dortmund   | 2016/2017          | Bundesliga         | 11    | 1      | 1            | 0            | 4      | 1      | –     | –      | 16    | 2      |
| Borussia Dortmund   | 2017/2018          | Bundesliga         | 23    | 2      | 0            | 0            | 9      | 0      | –     | –      | 32    | 2      |
| Borussia Dortmund   | 2018/2019          | Bundesliga         | 26    | 7      | 2            | 0            | 6      | 0      | –     | –      | 34    | 7      |
| Borussia Dortmund   | 2019/2020          | Bundesliga         | 15    | 3      | 2            | 0            | 4      | 0      | –     | –      | 21    | 3      |
| Borussia Dortmund   | Łącznie            | Łącznie            | 75    | 13     | 5            | 0            | 23     | 1      | 0     | 0      | 103   | 14     |
| PSV Eindhoven       | 2020/2021          | Eredivisie         | 18    | 5      | 1            | 0            | 6      | 1      | –     | –      | 25    | 6      |
| PSV Eindhoven       | 2021/2022          | Eredivisie         | 29    | 4      | 5            | 2            | 17     | 5      | 1     | 1      | 52    | 12     |
| PSV Eindhoven       | Łącznie            | Łącznie            | 47    | 9      | 6            | 2            | 23     | 6      | 1     | 1      | 76    | 8      |
| Eintracht Frankfurt | 2022/2023          | Bundesliga         | 25    | 2      | 4            | 0            | 7      | 0      | 1     | 0      | 37    | 2      |
| Eintracht Frankfurt | Łącznie            | Łącznie            | 25    | 2      | 4            | 0            | 7      | 0      | 1     | 0      | 37    | 2      |
| Łącznie w karierze  | Łącznie w karierze | Łącznie w karierze | 303   | 68     | 33           | 11           | 102    | 20     | 9     | 2      | 447   | 101    |

### Reprezentacyjne
(aktualne na dzień 25 marca 2023)
| Reprezentacja | Rok     | Mecze | Bramki |
| ------------- | ------- | ----- | ------ |
| Niemcy        | 2010    | 1     | 0      |
| Niemcy        | 2011    | 11    | 2      |
| Niemcy        | 2012    | 8     | 1      |
| Niemcy        | 2013    | 6     | 3      |
| Niemcy        | 2014    | 15    | 7      |
| Niemcy        | 2015    | 7     | 3      |
| Niemcy        | 2016    | 14    | 1      |
| Niemcy        | 2017    | 1     | 0      |
| Niemcy        | 2022    | 2     | 0      |
| Niemcy        | 2023    | 1     | 0      |
| Ogólnie       | Ogólnie | 66    | 17     |

| 1.  | 11 sierpnia 2011     | Stuttgart, Niemcy        | Brazylia    | 3:2 | 2:0 | Mecz towarzyski |
| 2.  | 2 września 2011      | Gelsenkirchen, Niemcy    | Austria     | 6:2 | 6:2 | El. ME 2012     |
| 3.  | 7 września 2012      | Hanower, Niemcy          | Wyspy Owcze | 3:0 | 1:0 | El. MŚ 2014     |
| 4.  | 22 marca 2013        | Astana, Kazachstan       | Kazachstan  | 3:0 | 2:0 | El. MŚ 2014     |
| 5.  | 26 marca 2013        | Norymberga, Niemcy       | Kazachstan  | 4:1 | 2:0 | El. MŚ 2014     |
| 6.  | 15 października 2013 | Solna, Szwecja           | Szwecja     | 5:3 | 2:2 | El. MŚ 2014     |
| 7.  | 5 marca 2014         | Stuttgart, Niemcy        | Chile       | 1:0 | 1:0 | Mecz towarzyski |
| 8.  | 6 czerwca 2014       | Mainz, Niemcy            | Armenia     | 6:1 | 5:1 | Mecz towarzyski |
| 9.  | 6 czerwca 2014       | Mainz, Niemcy            | Armenia     | 6:1 | 6:1 | Mecz towarzyski |
| 10. | 21 czerwca 2014      | Fortaleza, Brazylia      | Ghana       | 2:2 | 1:0 | MŚ 2014         |
| 11. | 13 lipca 2014        | Rio de Janeiro, Brazylia | Argentyna   | 1:0 | 1:0 | MŚ 2014         |

| Mecze i gole w reprezentacji | Mecze i gole w reprezentacji | Mecze i gole w reprezentacji | Mecze i gole w reprezentacji | Mecze i gole w reprezentacji | Mecze i gole w reprezentacji | Mecze i gole w reprezentacji | Mecze i gole w reprezentacji |  |
|                              | Data                         | Miasto                       | Przeciwnik                   | Gol                          | Wynik                        | Rozgrywki                    | Opis |  |
| ---------------------------- | ---------------------------- | ---------------------------- | ---------------------------- | ---------------------------- | ---------------------------- | ---------------------------- | --- |  |
| 1.                           | 17.11.2010                   | Göteborg                     | Szwecja                      |                              | 0:0                          | towarzyski                   | w 79 minucie wszedł na boisko za Kevina Großkreutza |  |
| 2.                           | 09.02.2011                   | Dortmund                     | Włochy                       |                              | 1:1                          | towarzyski                   | w 46 minucie wszedł na boisko za Thomasa Müllera |  |
| 3.                           | 26.03.2011                   | Kaiserslautern               | Kazachstan                   |                              | 4:0                          | El. ME 2012                  | w 78 minucie wszedł na boisko za Thomasa Müllera |  |
| 4.                           | 29.03.2011                   | Mönchengladbach              | Australia                    |                              | 1:2                          | towarzyski                   | w 65 minucie wszedł na boisko za Thomasa Müllera |  |
| 5.                           | 29.05.2011                   | Sinsheim                     | Urugwaj                      |                              | 2:1                          | towarzyski                   | w 79 minucie wszedł na boisko za Thomasa Müllera |  |
| 6.                           | 07.06.2011                   | Baku                         | Azerbejdżan                  |                              | 3:1                          | El. ME 2012                  | W 81 minucie wszedł na boisko za Mesuta Özila. Miał udział przy bramce na 3:1 André’a Schürrle’a. Po jego podaniu Thomas Müller strzelił w Kamran Ağayeva, ale dobitka Schürrle’a była już skuteczna |  |

## Sukcesy

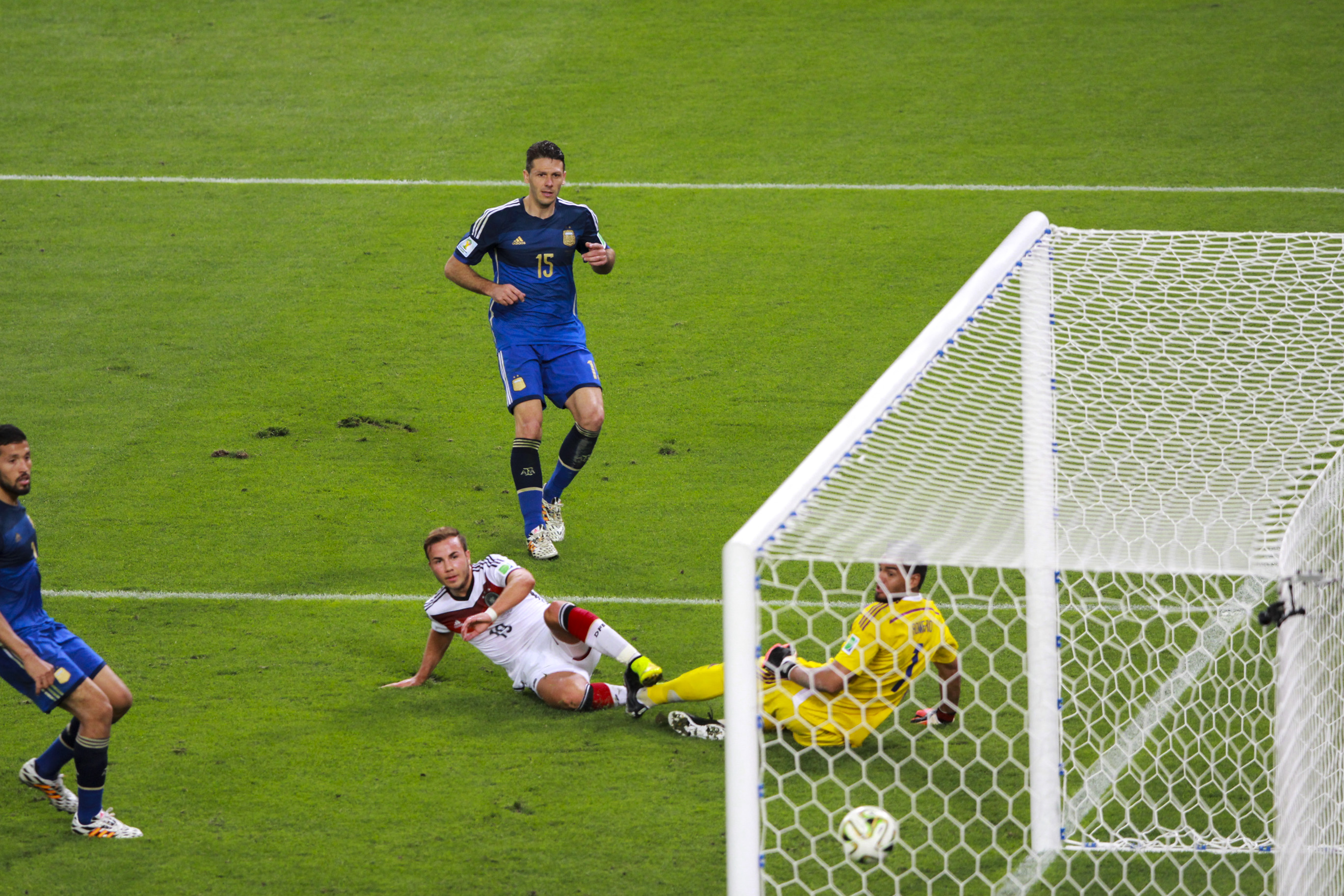
Mario Götze strzela gola dającego reprezentacji Niemiec Mistrzostwo Świata 2014

### Borussia Dortmund
- Mistrzostwo Niemiec: 2010/2011, 2011/2012
- Puchar Niemiec: 2011/2012, 2016/2017

### Bayern Monachium
- Klubowe mistrzostwa świata: 2013
- Superpuchar Europy: 2013
- Mistrzostwo Niemiec: 2013/2014, 2014/2015, 2015/2016
- Puchar Niemiec: 2013/2014, 2015/2016

### Reprezentacyjne
Mistrzostwa Europy U-17
- Mistrzostwo: 2009

Mistrzostwa świata
- Mistrzostwo: 2014

### Indywidualne
- Medal Fritza Waltera: Złoto w 2009 (U-17)
- Medal Fritza Waltera: Złoto w 2010 (U-18)
- Złoty Chłopiec: 2011
- Jedenastka sezonu wg Kickera: 2010/2011

## Życie prywatne
Urodził się i dorastał w bawarskim regionie Allgäu, niedaleko Monachium. W 1998 wraz z rodziną przeprowadził się do Dortmundu, jako że jego ojciec Jürgen (ur. 1960) objął stanowisko dydaktyczne na tamtejszym Uniwersytecie Technicznym (obecnie jest wykładowcą techniki danych na Wydziale Elektrotechniki i Informatyki). Ma dwóch braci, również piłkarzy. Fabian (ur. 1990) od 2011 gra w zespole rezerw VfL Bochum (wcześniej do 2010 występował w juniorskich zespołach Borussii Dortmund), zaś najmłodszy z nich Felix gra w FC Augsburg.
7 maja 2018 poślubił swoją długoletnią partnerkę, niemiecką modelkę bielizny Ann-Kathrin Brömmel, z którą spotykał się od lipca 2012.

## Odznaczenia
- Srebrny Liść Laurowy (2014)[15]
- Order Zasługi Nadrenii Północnej-Westfalii (2020)[16]